# Nikolaj Stepanovič Černych
| Nome                   | Data              |
| ---------------------- | ----------------- |
| 1796 Riga              | 16 maggio 1966    |
| 1836 Komarov           | 26 luglio 1971    |
| 1907 Rudneva           | 11 settembre 1972 |
| 1908 Pobeda            | 11 settembre 1972 |
| 2004 Lexell            | 22 settembre 1973 |
| 2006 Polonskaya        | 22 settembre 1973 |
| 2036 Sheragul          | 22 settembre 1973 |
| 2113 Ehrdni            | 11 settembre 1972 |
| 2123 Vltava            | 22 settembre 1973 |
| 2149 Schwambraniya     | 22 marzo 1977     |
| 2164 Lyalya            | 11 settembre 1972 |
| 2178 Kazakhstania      | 11 settembre 1972 |
| 2190 Coubertin         | 2 aprile 1976     |
| 2206 Gabrova           | 1º aprile 1976    |
| 2207 Antenor           | 19 agosto 1977    |
| 2208 Pushkin           | 22 agosto 1977    |
| 2222 Lermontov         | 19 settembre 1977 |
| 2228 Soyuz-Apollo      | 19 luglio 1977    |
| 2238 Steshenko         | 11 settembre 1972 |
| 2251 Tikhov            | 19 settembre 1977 |
| 2254 Requiem           | 19 agosto 1977    |
| 2269 Efremiana         | 2 maggio 1976     |
| 2286 Fesenkov          | 14 luglio 1977    |
| 2287 Kalmykia          | 22 agosto 1977    |
| 2293 Guernica          | 13 marzo 1977     |
| 2294 Andronikov        | 14 agosto 1977    |
| 2295 Matusovskij       | 19 agosto 1977    |
| 2297 Daghestan         | 1º settembre 1978 |
| 2312 Duboshin          | 1º aprile 1976    |
| 2323 Zverev            | 24 settembre 1976 |
| 2338 Bokhan            | 22 agosto 1977    |
| 2354 Lavrov            | 9 agosto 1978     |
| 2361 Gogol             | 1º aprile 1976    |
| 2362 Mark Twain        | 24 settembre 1976 |
| 2369 Chekhov           | 4 aprile 1976     |
| 2372 Proskurin         | 13 settembre 1977 |
| 2376 Martynov          | 22 agosto 1977    |
| 2377 Shcheglov         | 31 agosto 1978    |
| 2388 Gaze              | 13 marzo 1977     |
| 2389 Dibaj             | 19 agosto 1977    |
| 2394 Nadeev            | 22 settembre 1973 |
| 2402 Satpaev           | 31 luglio 1979    |
| 2408 Astapovich        | 31 agosto 1978    |
| 2416 Sharonov          | 31 luglio 1979    |
| 2420 Čiurlionis        | 3 ottobre 1975    |
| 2426 Simonov           | 26 maggio 1976    |
| 2427 Kobzar            | 20 dicembre 1976  |
| 2428 Kamenyar          | 11 settembre 1977 |
| 2431 Skovoroda         | 8 agosto 1978     |
| 2439 Ulugbek           | 21 agosto 1977    |
| 2450 Ioannisiani       | 1º settembre 1978 |
| 2458 Veniakaverin      | 11 settembre 1977 |
| 2473 Heyerdahl         | 12 settembre 1977 |
| 2476 Andersen          | 2 maggio 1976     |
| 2477 Biryukov          | 14 agosto 1977    |
| 2492 Kutuzov           | 14 luglio 1977    |
| 2497 Kulikovskij       | 14 agosto 1977    |
| 2498 Tsesevich         | 23 agosto 1977    |
| 2506 Pirogov           | 26 agosto 1976    |
| 2508 Alupka            | 13 marzo 1977     |
| 2509 Chukotka          | 14 luglio 1977    |
| 2520 Novorossijsk      | 26 agosto 1976    |
| 2529 Rockwell Kent     | 21 agosto 1977    |
| 2553 Viljev            | 29 marzo 1979     |
| 2563 Boyarchuk         | 22 marzo 1977     |
| 2564 Kayala            | 19 agosto 1977    |
| 2566 Kirghizia         | 29 marzo 1979     |
| 2577 Litva             | 12 marzo 1975     |
| 2579 Spartacus         | 14 agosto 1977    |
| 2580 Smilevskia        | 18 agosto 1977    |
| 2584 Turkmenia         | 23 marzo 1979     |
| 2585 Irpedina          | 21 luglio 1979    |
| 2593 Buryatia          | 2 aprile 1976     |
| 2606 Odessa            | 1º aprile 1976    |
| 2607 Yakutia           | 14 luglio 1977    |
| 2609 Kiril-Metodi      | 9 agosto 1978     |
| 2610 Tuva              | 5 settembre 1978  |
| 2625 Jack London       | 2 maggio 1976     |
| 2626 Belnika           | 8 agosto 1978     |
| 2627 Churyumov         | 8 agosto 1978     |
| 2644 Victor Jara       | 22 settembre 1973 |
| 2646 Abetti            | 13 marzo 1977     |
| 2656 Evenkia           | 25 aprile 1979    |
| 2657 Bashkiria         | 23 settembre 1979 |
| 2668 Tataria           | 26 agosto 1976    |
| 2670 Chuvashia         | 14 agosto 1977    |
| 2671 Abkhazia          | 21 agosto 1977    |
| 2700 Baikonur          | 20 dicembre 1976  |
| 2701 Cherson           | 1º settembre 1978 |
| 2703 Rodari            | 29 marzo 1979     |
| 2711 Aleksandrov       | 31 agosto 1978    |
| 2721 Vsekhsvyatskij    | 22 settembre 1973 |
| 2722 Abalakin          | 1º aprile 1976    |
| 2723 Gorshkov          | 31 agosto 1978    |
| 2724 Orlov             | 13 settembre 1978 |
| 2726 Kotelnikov        | 22 settembre 1979 |
| 2727 Paton             | 22 settembre 1979 |
| 2728 Yatskiv           | 22 settembre 1979 |
| 2734 Hašek             | 1º aprile 1976    |
| 2746 Hissao            | 22 settembre 1979 |
| 2758 Cordelia          | 1º settembre 1978 |
| 2769 Mendeleev         | 1º aprile 1976    |
| 2770 Tsvet             | 19 settembre 1977 |
| 2776 Baikal            | 25 settembre 1976 |
| 2777 Shukshin          | 24 settembre 1979 |
| 2783 Chernyshevskij    | 14 settembre 1974 |
| 2785 Sedov             | 31 agosto 1978    |
| 2786 Grinevia          | 6 settembre 1978  |
| 2787 Tovarishch        | 13 settembre 1978 |
| 2792 Ponomarev         | 13 marzo 1977     |
| 2793 Valdaj            | 19 agosto 1977    |
| 2794 Kulik             | 8 agosto 1978     |
| 2809 Vernadskij        | 31 agosto 1978    |
| 2810 Lev Tolstoj       | 13 settembre 1978 |
| 2832 Lada              | 6 marzo 1975      |
| 2833 Radishchev        | 9 agosto 1978     |
| 2836 Sobolev           | 22 dicembre 1978  |
| 2849 Shklovskij        | 1º aprile 1976    |
| 2859 Paganini          | 5 settembre 1978  |
| 2862 Vavilov           | 15 maggio 1977    |
| 2867 Šteins            | 4 novembre 1969   |
| 2869 Nepryadva         | 7 settembre 1980  |
| 2883 Barabashov        | 13 settembre 1978 |
| 2887 Krinov            | 22 agosto 1977    |
| 2910 Yoshkar-Ola       | 11 ottobre 1980   |
| 2915 Moskvina          | 22 agosto 1977    |
| 2916 Voronveliya       | 8 agosto 1978     |
| 2922 Dikan'ka          | 1º aprile 1976    |
| 2951 Perepadin         | 13 settembre 1977 |
| 2952 Lilliputia        | 22 settembre 1979 |
| 2953 Vysheslavia       | 24 settembre 1979 |
| 2966 Korsunia          | 13 marzo 1977     |
| 2967 Vladisvyat        | 19 settembre 1977 |
| 2968 Iliya             | 31 agosto 1978    |
| 2969 Mikula            | 5 settembre 1978  |
| 2983 Poltava           | 2 settembre 1981  |
| 2995 Taratuta          | 31 agosto 1978    |
| 3006 Livadia           | 24 settembre 1979 |
| 3009 Coventry          | 22 settembre 1973 |
| 3012 Minsk             | 27 agosto 1979    |
| 3013 Dobrovoleva       | 23 settembre 1979 |
| 3027 Shavarsh          | 8 agosto 1978     |
| 3038 Bernes            | 31 agosto 1978    |
| 3053 Dresden           | 18 agosto 1977    |
| 3054 Strugatskia       | 11 settembre 1977 |
| 3072 Vilnius           | 5 settembre 1978  |
| 3073 Kursk             | 24 settembre 1979 |
| 3084 Kondratyuk        | 19 agosto 1977    |
| 3094 Chukokkala        | 23 marzo 1979     |
| 3100 Zimmerman         | 13 marzo 1977     |
| 3112 Velimir           | 22 agosto 1977    |
| 3113 Chizhevskij       | 1º settembre 1978 |
| 3120 Dangrania         | 14 settembre 1979 |
| 3128 Obruchev          | 23 marzo 1979     |
| 3148 Grechko           | 24 settembre 1979 |
| 3158 Anga              | 24 settembre 1976 |
| 3170 Dzhanibekov       | 24 settembre 1979 |
| 3186 Manuilova         | 22 settembre 1973 |
| 3189 Penza             | 13 settembre 1978 |
| 3191 Svanetia          | 22 settembre 1979 |
| 3195 Fedchenko         | 8 agosto 1978     |
| 3196 Maklaj            | 1º settembre 1978 |
| 3204 Lindgren          | 1º settembre 1978 |
| 3213 Smolensk          | 14 luglio 1977    |
| 3224 Irkutsk           | 11 settembre 1977 |
| 3230 Vampilov          | 8 giugno 1972     |
| 3233 Krišbarons        | 9 settembre 1977  |
| 3234 Hergiani          | 31 agosto 1978    |
| 3238 Timresovia        | 8 novembre 1975   |
| 3242 Bakhchisaraj      | 22 settembre 1979 |
| 3246 Bidstrup          | 1º aprile 1976    |
| 3261 Tvardovskij       | 22 settembre 1979 |
| 3283 Skorina           | 27 agosto 1979    |
| 3298 Massandra         | 21 luglio 1979    |
| 3302 Schliemann        | 11 settembre 1977 |
| 3306 Byron             | 24 settembre 1979 |
| 3311 Podobed           | 26 agosto 1976    |
| 3323 Turgenev          | 22 settembre 1979 |
| 3348 Pokryshkin        | 6 marzo 1978      |
| 3349 Manas             | 23 marzo 1979     |
| 3358 Anikushin         | 1º settembre 1978 |
| 3359 Purcari           | 13 settembre 1978 |
| 3372 Bratijchuk        | 24 settembre 1976 |
| 3373 Koktebelia        | 31 agosto 1978    |
| 3385 Bronnina          | 24 settembre 1979 |
| 3399 Kobzon            | 22 settembre 1979 |
| 3408 Shalamov          | 18 agosto 1977    |
| 3409 Abramov           | 9 settembre 1977  |
| 3436 Ibadinov          | 24 settembre 1976 |
| 3444 Stepanian         | 7 settembre 1980  |
| 3448 Narbut            | 22 agosto 1977    |
| 3461 Mandelshtam       | 18 settembre 1977 |
| 3466 Ritina            | 6 marzo 1975      |
| 3470 Yaronika          | 6 marzo 1975      |
| 3471 Amelin            | 21 agosto 1977    |
| 3493 Stepanov          | 3 aprile 1976     |
| 3504 Kholshevnikov     | 3 settembre 1981  |
| 3517 Tatianicheva      | 24 settembre 1976 |
| 3518 Florena           | 18 agosto 1977    |
| 3535 Ditte             | 24 settembre 1979 |
| 3544 Borodino          | 7 settembre 1977  |
| 3557 Sokolsky          | 19 agosto 1977    |
| 3575 Anyuta            | 26 febbraio 1984  |
| 3576 Galina            | 26 febbraio 1984  |
| 3591 Vladimirskij      | 31 agosto 1978    |
| 3599 Basov             | 8 agosto 1978     |
| 3601 Velikhov          | 22 settembre 1979 |
| 3618 Kuprin            | 20 agosto 1979    |
| 3632 Grachevka         | 24 settembre 1976 |
| 3653 Klimishin         | 25 aprile 1979    |
| 3656 Hemingway         | 31 agosto 1978    |
| 3660 Lazarev           | 31 agosto 1978    |
| 3661 Dolmatovskij      | 16 ottobre 1979   |
| 3710 Bogoslovskij      | 13 settembre 1978 |
| 3723 Voznesenskij      | 1º aprile 1976    |
| 3738 Ots               | 19 agosto 1977    |
| 3739 Rem               | 8 settembre 1977  |
| 3762 Amaravella        | 26 agosto 1976    |
| 3787 Aivazovskij       | 11 settembre 1977 |
| 3799 Novgorod          | 22 settembre 1979 |
| 3816 Chugainov         | 8 novembre 1975   |
| 3818 Gorlitsa          | 20 agosto 1979    |
| 3835 Korolenko         | 23 settembre 1977 |
| 3836 Lem               | 22 settembre 1979 |
| 3839 Bogaevskij        | 26 luglio 1971    |
| 3845 Neyachenko        | 22 settembre 1979 |
| 3856 Lutskij           | 26 agosto 1976    |
| 3883 Verbano           | 7 settembre 1972  |
| 3884 Alferov           | 13 marzo 1977     |
| 3885 Bogorodskij       | 25 aprile 1979    |
| 3886 Shcherbakovia     | 3 settembre 1981  |
| 3923 Radzievskij       | 24 settembre 1976 |
| 3942 Churivannia       | 11 settembre 1977 |
| 3945 Gerasimenko       | 14 agosto 1982    |
| 3965 Konopleva         | 8 novembre 1975   |
| 3966 Cherednichenko    | 24 settembre 1976 |
| 3986 Rozhkovskij       | 19 settembre 1985 |
| 4009 Drobyshevskij     | 13 marzo 1977     |
| 4010 Nikol'skij        | 21 agosto 1977    |
| 4011 Bakharev          | 28 settembre 1978 |
| 4013 Ogiria            | 21 luglio 1979    |
| 4014 Heizman           | 28 settembre 1979 |
| 4067 Mikhel'son        | 11 ottobre 1966   |
| 4074 Sharkov           | 22 ottobre 1981   |
| 4115 Peternorton       | 29 agosto 1982    |
| 4141 Nintanlena        | 8 agosto 1978     |
| 4165 Didkovskij        | 1º aprile 1976    |
| 4187 Shulnazaria       | 11 aprile 1978    |
| 4188 Kitezh            | 25 aprile 1979    |
| 4189 Sayany            | 22 settembre 1979 |
| 4233 Pal'chikov        | 11 settembre 1977 |
| 4234 Evtushenko        | 6 maggio 1978     |
| 4236 Lidov             | 23 marzo 1979     |
| 4237 Raushenbakh       | 24 settembre 1979 |
| 4271 Novosibirsk       | 3 aprile 1976     |
| 4274 Karamanov         | 6 settembre 1980  |
| 4280 Simonenko         | 13 agosto 1985    |
| 4306 Dunaevskij        | 24 settembre 1976 |
| 4308 Magarach          | 9 agosto 1978     |
| 4315 Pronik            | 24 settembre 1979 |
| 4316 Babinkova         | 14 ottobre 1979   |
| 4389 Durbin            | 1º aprile 1976    |
| 4391 Balodis           | 21 agosto 1977    |
| 4392 Agita             | 13 settembre 1978 |
| 4428 Khotinok          | 18 settembre 1977 |
| 4429 Chinmoy           | 12 settembre 1978 |
| 4464 Vulcano           | 11 ottobre 1966   |
| 4468 Pogrebetskij      | 24 settembre 1976 |
| 4470 Sergeev-Censkij   | 31 agosto 1978    |
| 4472 Navashin          | 15 ottobre 1980   |
| 4480 Nikitibotania     | 24 agosto 1985    |
| 4515 Khrennikov        | 28 settembre 1973 |
| 4516 Pugovkin          | 28 settembre 1973 |
| 4518 Raikin            | 1º aprile 1976    |
| 4519 Voronezh          | 18 dicembre 1976  |
| 4520 Dovzhenko         | 22 agosto 1977    |
| 4521 Akimov            | 29 marzo 1979     |
| 4534 Rimskij-Korsakov  | 6 agosto 1986     |
| 4561 Lemeshev          | 13 settembre 1978 |
| 4592 Alkissia          | 24 settembre 1979 |
| 4618 Shakhovskoj       | 12 settembre 1977 |
| 4619 Polyakhova        | 11 settembre 1977 |
| 4621 Tambov            | 27 agosto 1979    |
| 4653 Tommaso           | 1º aprile 1976    |
| 4654 Gor'kavyj         | 11 settembre 1977 |
| 4655 Marjoriika        | 1º settembre 1978 |
| 4657 Lopez             | 22 settembre 1979 |
| 4658 Gavrilov          | 24 settembre 1979 |
| 4683 Veratar           | 1º aprile 1976    |
| 4685 Karetnikov        | 27 settembre 1978 |
| 4686 Maisica           | 22 settembre 1979 |
| 4687 Brunsandrej       | 24 settembre 1979 |
| 4728 Lyapidevskij      | 11 novembre 1979  |
| 4737 Kiladze           | 24 agosto 1985    |
| 4777 Aksenov           | 24 settembre 1976 |
| 4780 Polina            | 25 aprile 1979    |
| 4786 Tatianina         | 13 agosto 1985    |
| 4813 Terebizh          | 11 settembre 1977 |
| 4814 Casacci           | 1º settembre 1978 |
| 4852 Pamjones          | 15 maggio 1977    |
| 4882 Divari            | 21 agosto 1977    |
| 4883 Korolirina        | 5 settembre 1978  |
| 4884 Bragaria          | 21 luglio 1979    |
| 4920 Gromov            | 8 agosto 1978     |
| 4935 Maslachkova       | 13 agosto 1985    |
| 4964 Kourovka          | 21 luglio 1979    |
| 4982 Bartini           | 14 agosto 1977    |
| 4983 Schroeteria       | 11 settembre 1977 |
| 4986 Osipovia          | 23 settembre 1979 |
| 5016 Migirenko         | 2 aprile 1976     |
| 5044 Shestaka          | 18 agosto 1977    |
| 5083 Irinara           | 13 marzo 1977     |
| 5084 Gnedin            | 26 marzo 1977     |
| 5085 Hippocrene        | 14 luglio 1977    |
| 5086 Demin             | 5 settembre 1978  |
| 5087 Emel'yanov        | 12 settembre 1978 |
| 5219 Zemka             | 2 aprile 1976     |
| 5220 Vika              | 23 settembre 1979 |
| 5222 Ioffe             | 11 ottobre 1980   |
| 5245 Maslyakov         | 1º aprile 1976    |
| 5252 Vikrymov          | 13 agosto 1985    |
| 5269 Paustovskij       | 28 settembre 1978 |
| 5302 Romanoserra       | 18 dicembre 1976  |
| 5303 Parijskij         | 3 ottobre 1978    |
| 5314 Wilkickia         | 20 settembre 1982 |
| 5319 Petrovskaya       | 15 settembre 1985 |
| 5343 Ryzhov            | 23 settembre 1977 |
| 5344 Ryabov            | 1º settembre 1978 |
| 5360 Rozhdestvenskij   | 8 novembre 1975   |
| 5411 Liia              | 2 gennaio 1973    |
| 5413 Smyslov           | 13 marzo 1977     |
| 5414 Sokolov           | 11 settembre 1977 |
| 5415 Lyanzuridi        | 3 ottobre 1978    |
| 5455 Surkov            | 13 settembre 1978 |
| 5456 Merman            | 25 aprile 1979    |
| 5458 Aizman            | 10 ottobre 1980   |
| 5543 Sharaf            | 3 ottobre 1978    |
| 5570 Kirsan            | 4 aprile 1976     |
| 5614 Yakovlev          | 11 novembre 1979  |
| 5661 Hildebrand        | 14 agosto 1977    |
| 5707 Shevchenko        | 2 aprile 1976     |
| 5714 Krasinsky         | 14 agosto 1982    |
| 5794 Irmina            | 24 settembre 1976 |
| 5839 GOI               | 21 settembre 1974 |
| 5859 Ostozhenka        | 23 marzo 1979     |
| 5887 Yauza             | 24 settembre 1976 |
| 5889 Mickiewicz        | 31 marzo 1979     |
| 5931 Zhvanetskij       | 1º aprile 1976    |
| 5932 Prutkov           | 1º aprile 1976    |
| 5933 Kemurdzhian       | 26 agosto 1976    |
| 5935 Ostankino         | 13 marzo 1977     |
| 5936 Khadzhinov        | 29 marzo 1979     |
| 5988 Gorodnitskij      | 1º aprile 1976    |
| 5989 Sorin             | 26 agosto 1976    |
| 5990 Panticapaeon      | 9 marzo 1977      |
| 5991 Ivavladis         | 25 aprile 1979    |
| 6075 Zajtsev           | 1º aprile 1976    |
| 6164 Gerhardmüller     | 9 settembre 1977  |
| 6165 Frolova           | 8 agosto 1978     |
| 6167 Narmanskij        | 27 agosto 1979    |
| 6219 Demalia           | 8 agosto 1978     |
| 6232 Zubitskia         | 19 settembre 1985 |
| 6262 Javid             | 1º settembre 1978 |
| 6356 Tairov            | 26 agosto 1976    |
| 6357 Glushko           | 24 settembre 1976 |
| 6358 Chertok           | 13 gennaio 1977   |
| 6359 Dubinin           | 13 gennaio 1977   |
| 6467 Prilepina         | 14 ottobre 1979   |
| 6536 Vysochinska       | 14 luglio 1977    |
| 6537 Adamovich         | 19 agosto 1979    |
| 6574 Gvishiani         | 26 agosto 1976    |
| 6575 Slavov            | 8 agosto 1978     |
| 6576 Kievtech          | 5 settembre 1978  |
| 6589 Jankovich         | 19 settembre 1985 |
| 6622 Matvienko         | 5 settembre 1978  |
| 6683 Karachentsov      | 1º aprile 1976    |
| 6684 Volodshevchenko   | 19 agosto 1977    |
| 6685 Boitsov           | 31 agosto 1978    |
| 6753 Fursenko          | 14 settembre 1974 |
| 6811 Kashcheev         | 26 agosto 1976    |
| 6845 Mansurova         | 2 maggio 1976     |
| 7002 Bronshten         | 26 luglio 1971    |
| 7003 Zoyamironova      | 25 settembre 1976 |
| 7008 Pavlov            | 23 agosto 1985    |
| 7046 Reshetnev         | 20 agosto 1977    |
| 7073 Rudbelia          | 11 settembre 1972 |
| 7074 Muckea            | 10 settembre 1977 |
| 7075 Sadovnichij       | 24 settembre 1979 |
| 7106 Kondakov          | 8 agosto 1978     |
| 7108 Nefedov           | 2 settembre 1981  |
| 7216 Ishkov            | 21 agosto 1977    |
| 7271 Doroguntsov       | 22 settembre 1979 |
| 7319 Katterfeld        | 24 settembre 1976 |
| 7322 Lavrentina        | 22 settembre 1979 |
| 7323 Robersomma        | 22 settembre 1979 |
| 7373 Stashis           | 27 agosto 1979    |
| 7385 Aktsynovia        | 22 ottobre 1981   |
| 7394 Xanthomalitia     | 18 agosto 1985    |
| 7451 Verbitskaya       | 8 agosto 1978     |
| 7452 Izabelyuria       | 31 agosto 1978    |
| 7453 Slovtsov          | 5 settembre 1978  |
| 7509 Gamzatov          | 9 marzo 1977      |
| 7628 Evgenifedorov     | 19 agosto 1977    |
| 7629 Foros             | 19 agosto 1977    |
| 7725 Sel'vinskij       | 11 settembre 1972 |
| 7727 Chepurova         | 8 marzo 1975      |
| 7729 Golovanov         | 24 agosto 1977    |
| 7910 Aleksola          | 1º aprile 1976    |
| 7912 Lapovok           | 8 agosto 1978     |
| 7924 Simbirsk          | 6 agosto 1986     |
| 7976 Pinigin           | 21 agosto 1977    |
| 7980 Senkevich         | 3 ottobre 1978    |
| 8062 Okhotsymskij      | 13 marzo 1977     |
| 8064 Lisitsa           | 1º settembre 1978 |
| 8065 Nakhodkin         | 31 marzo 1979     |
| 8141 Nikolaev          | 20 settembre 1982 |
| 8150 Kaluga            | 24 agosto 1985    |
| 8246 Kotov             | 20 agosto 1979    |
| 8248 Gurzuf            | 14 ottobre 1979   |
| 8321 Akim              | 13 marzo 1977     |
| 8322 Kononovich        | 5 settembre 1978  |
| 8339 Kosovichia        | 15 settembre 1985 |
| 8446 Tazieff           | 28 settembre 1973 |
| 8449 Maslovets         | 13 marzo 1977     |
| 8450 Egorov            | 19 agosto 1977    |
| 8451 Gaidai            | 11 settembre 1977 |
| 8470 Dudinskaya        | 17 settembre 1982 |
| 8475 Vsevoivanov       | 13 agosto 1985    |
| 8609 Shuvalov          | 22 agosto 1977    |
| 8635 Yuriosipov        | 13 agosto 1985    |
| 8781 Yurka             | 1º aprile 1976    |
| 8783 Gopasyuk          | 13 marzo 1977     |
| 8785 Boltwood          | 5 settembre 1978  |
| 8805 Petrpetrov        | 22 ottobre 1981   |
| 8806 Fetisov           | 22 ottobre 1981   |
| 8983 Rayakazakova      | 13 marzo 1977     |
| 8984 Derevyanko        | 22 agosto 1977    |
| 8985 Tula              | 9 agosto 1978     |
| 9145 Shustov           | 1º aprile 1976    |
| 9148 Boriszaitsev      | 13 marzo 1977     |
| 9155 Verkhodanov       | 18 settembre 1982 |
| 9263 Khariton          | 24 settembre 1976 |
| 9535 Plitchenko        | 22 ottobre 1981   |
| 9549 Akplatonov        | 19 settembre 1985 |
| 9717 Lyudvasilia       | 24 settembre 1976 |
| 9733 Valtikhonov       | 19 settembre 1985 |
| 9915 Potanin           | 8 settembre 1977  |
| 9916 Kibirev           | 3 ottobre 1978    |
| 9932 Kopylov           | 23 agosto 1985    |
| 9933 Alekseev          | 19 settembre 1985 |
| 10005 Chernega         | 24 settembre 1976 |
| 10010 Rudruna          | 9 agosto 1978     |
| 10011 Avidzba          | 31 agosto 1978    |
| 10012 Tmutarakania     | 3 settembre 1978  |
| 10022 Zubov            | 22 settembre 1979 |
| 10263 Vadimsimona      | 24 settembre 1976 |
| 10264 Marov            | 8 agosto 1978     |
| 10269 Tusi             | 24 settembre 1979 |
| 10452 Zuev             | 25 settembre 1976 |
| 10456 Anechka          | 8 agosto 1978     |
| 10457 Suminov          | 31 agosto 1978    |
| 10481 Esipov           | 23 agosto 1982    |
| 10670 Seminozhenko     | 14 agosto 1977    |
| 10671 Mazurova         | 11 settembre 1977 |
| 10672 Kostyukova       | 31 agosto 1978    |
| 10681 Khture           | 14 ottobre 1979   |
| 10718 Samus'           | 23 agosto 1985    |
| 10990 Okunev           | 28 settembre 1973 |
| 10991 Dulov            | 14 settembre 1974 |
| 11003 Andronov         | 14 ottobre 1979   |
| 11011 KIAM             | 22 ottobre 1981   |
| 11015 Romanenko        | 17 settembre 1982 |
| 11257 Rodionta         | 3 ottobre 1978    |
| 11264 Claudiomaccone   | 16 ottobre 1979   |
| 11444 Peshekhonov      | 31 agosto 1978    |
| 11785 Migaic           | 2 gennaio 1973    |
| 11786 Bakhchivandji    | 19 agosto 1977    |
| 11787 Baumanka         | 19 agosto 1977    |
| 11788 Nauchnyj         | 21 agosto 1977    |
| 11790 Goode            | 1º settembre 1978 |
| 12185 Gasprinskij      | 24 settembre 1976 |
| 12187 Lenagoryunova    | 11 settembre 1977 |
| 12189 Dovgyj           | 5 settembre 1978  |
| 12670 Passargea        | 22 settembre 1979 |
| 12674 Rybalka          | 7 settembre 1980  |
| 12975 Efremov          | 28 settembre 1973 |
| 12976 Kalinenkov       | 26 agosto 1976    |
| 13005 Stankonyukhov    | 18 settembre 1982 |
| 13009 Voloshchuk       | 13 agosto 1985    |
| 13480 Potapov          | 9 agosto 1978     |
| 13482 Igorfedorov      | 25 aprile 1979    |
| 13906 Shunda           | 20 agosto 1977    |
| 13922 Kremenia         | 19 settembre 1985 |
| 14317 Antonov          | 8 agosto 1978     |
| 14322 Shakura          | 22 dicembre 1978  |
| 14335 Alexosipov       | 3 settembre 1981  |
| 14346 Zhilyaev         | 23 agosto 1985    |
| 14794 Konetskiy        | 24 settembre 1976 |
| 15673 Chetaev          | 8 agosto 1978     |
| 15695 Fedorshpig       | 11 settembre 1985 |
| 16356 Univbalttech     | 1º aprile 1976    |
| 16358 Plesetsk         | 20 dicembre 1976  |
| 16407 Oiunskij         | 19 settembre 1985 |
| 17354 Matrosov         | 13 marzo 1977     |
| 17356 Vityazev         | 9 agosto 1978     |
| 18301 Konyukhov        | 27 agosto 1979    |
| 19081 Mravinskij       | 22 settembre 1973 |
| 19082 Vikchernov       | 26 agosto 1976    |
| 19096 Leonfridman      | 14 ottobre 1979   |
| 19915 Bochkarev        | 14 settembre 1974 |
| 19916 Donbass          | 26 agosto 1976    |
| 20963 Pisarenko        | 19 agosto 1977    |
| 22249 Dvorets Pionerov | 11 settembre 1972 |
| 22254 Vladbarmin       | 3 ottobre 1978    |
| 23406 Kozlov           | 23 agosto 1977    |
| 23409 Derzhavin        | 31 agosto 1978    |
| 23410 Vikuznetsov      | 31 agosto 1978    |
| 24605 Tsykalyuk        | 8 novembre 1975   |
| 24607 Sevnatu          | 14 agosto 1977    |
| 24608 Alexveselkov     | 18 settembre 1977 |
| 24647 Maksimachev      | 23 agosto 1985    |
| 24648 Evpatoria        | 19 settembre 1985 |
| 24649 Balaklava        | 19 settembre 1985 |
| 26075 Levitsvet        | 8 agosto 1978     |
| 26793 Bolshoi          | 13 gennaio 1977   |
| 27658 Dmitrijbagalej   | 1º settembre 1978 |
| 29080 Astrocourier     | 1º settembre 1978 |
| 30722 Biblioran        | 6 settembre 1978  |
| 32734 Kryukov          | 1º settembre 1978 |
| 37530 Dancingangel     | 11 settembre 1977 |
| 37556 Svyaztie         | 28 agosto 1982    |
| 39509 Kardashev        | 22 ottobre 1981   |
| 48410 Kolmogorov       | 23 agosto 1985    |
| 52231 Sitnik           | 5 settembre 1978  |
| (52263) 1985 QD6       | 24 agosto 1985    |
| 69259 Savostyanov      | 18 settembre 1982 |
| 73638 Likhanov         | 8 novembre 1975   |

Nikolaj Stepanovič Černych (in russo Николай Степанович Черных?; Usman', 6 ottobre 1931 – Mosca, 25 maggio 2004) è stato un astronomo russo.

## Biografia
Černych nacque nella città di Usman' nell'Oblast' di Voronež. Si specializzò in astrometria e nella dinamica dei corpi minori del sistema solare.

Dal 1963 lavorò presso l'Osservatorio astrofisico della Crimea in Ucraina.
Lavorò con la collega e moglie Ljudmila Ivanovna Černych.
L'asteroide 2325 Chernykh è stato battezzato così in loro onore.

## Scoperte
Černych scoprì alcune comete, tra cui le comete periodiche 74P/Smirnova-Chernykh e 101P/Chernykh.
Scoprì anche un alto numero di asteroidi (elenco completo in tabella) tra cui 2867 Šteins e l'asteroide troiano 2207 Antenor.